# Fach Naturwissenschaften
Das Fach Naturwissenschaften (auch: NaWi, NW) ist die Konzeption eines übergreifenden naturwissenschaftlichen Schulunterrichtes, der die Fächer Biologie, Chemie und Physik vereint.

## Einführung des Faches

### Deutschland und Europa
In den Niederlanden existiert seit einigen Jahren ein übergreifender Naturwissenschaftsunterricht in unteren Klassen, in Frankreich ist ein solcher Unterricht in der letzten Phase in Vorbereitung auf ein literarisch orientiertes Abitur („Bac“) vorgesehen.
Dieser Unterricht wird kontrovers gesehen (siehe unten: "Kritik").
In allen deutschen Bundesländern existiert in der Primarstufe eine Form des Sachunterrichtes, der sich in einen gesellschaftswissenschaftlichen und einen naturwissenschaftlichen Teil aufteilt. Letzterer enthält bereits die dem Fach Naturwissenschaften zu Grunde liegende Idee.

### Einführung in deutschen Bundesländern
An Gesamt-, Gemeinschafts- oder Stadtteilschulen und wenigen verbliebenen Haupt- und Realschulen einiger Bundesländer (z. B. Nordrhein-Westfalen, Baden-Württemberg oder Berlin) existiert seit den frühen 2000er Jahren ein übergreifender naturwissenschaftlicher Unterricht in der 5. und 6. Klasse, teilweise bis Klasse 10.
Die 2005 abgewählte rot-grüne Landesregierung von Nordrhein-Westfalen hat dieses Fach für die Jahrgangsstufen 5 und 6 an den Gymnasien und Gesamtschulen eingeführt, nach dem Regierungswechsel wurde der Beschluss jedoch zurückgenommen.
Das Land Schleswig-Holstein führte 1990 einen neuen didaktischen Ansatz für das an den Gesamtschulen bestehenden Fach Naturwissenschaften ein. Unter der Bezeichnung „Praxis integrierter naturwissenschaftlicher Grundbildung“ (kurz: PING) wurden Bildungsinhalten zum Mensch-Natur-Verhältnis thematisch gegliedert und im Lehrplan festgeschrieben. Seit 2014 liegen Fachanforderungen für das Fach Naturwissenschaften vor. Sie lösen den Lehrplan ab. In den jetzigen Gemeinschaftsschulen (Nachfolgebegriff für Hauptschulen und Realschulen) wird in den Jahrgangsstufen 5 bis 7 verpflichtend Naturwissenschaften unterrichtet, in der Jahrgangsstufe 8 bis 10 wahlweise.

## Inhalte
Die Inhalte richten sich nach den Jahrgangsstufen, in denen dieses Fach unterrichtet werden soll. Bisher erstellte Lehrpläne sind auf die Klassen 5 und 6 an Gymnasien und Gesamtschulen (Gemeinschaftsschulen) ausgerichtet.

### Kernlehrplan Naturwissenschaften
Der Kernlehrplan Naturwissenschaften (erstellt in NRW, übernommen von SH) beinhaltet den naturwissenschaftlichen Unterricht der Klassen 5 und 6, in denen in NRW üblicherweise zwei Jahre Biologie und ein Jahr Physik mit je zwei Wochenstunden am Gymnasium unterrichtet wird. Chemie kommt in diesen Klassen noch nicht vor. Das Curriculum orientiert sich thematisch grob an dieser historisch gewachsenen Struktur.
Neueren schulpolitischen Entwicklungen entsprechend sind nur Themenbereiche und zu erwerbende Kompetenzen, nicht jedoch Einzelthemen én detail vorgegeben.
Neben naturwissenschaftlichen Denk- und Arbeitsweisen sollen soziale Kompetenzen erworben werden. Insgesamt ist ein phänomenorientierter Unterricht vorgesehen.
Themenbereiche sind:
- Struktur und Funktion
- Veränderung und Entwicklung
- Strahlung, Bewegung, Kreisläufe, Strömungen
- Energie

Diese Themen beinhalten biologische, physikalische und chemische Aspekte.
Als Rahmenthemen werden vorgesehen:
- Pflanzen - Tiere - Lebensräume
- Wahrnehmung mit den Sinnen
- Mein Körper - Meine Gesundheit
- Wege in die Welt des Kleinen
- Geräte und Stoffe im Alltag
- Sonne, Wetter, Jahreszeiten

### Kritik
Kritik kommt einerseits vom Philologenverband, andererseits von wissenschaftlichen Fachverbänden, z. B. Deutscher Verein zur Förderung des mathematischen und naturwissenschaftlichen Unterrichts.
Die Kritik des Philologenverbandes richtet sich vor allem dagegen, dass der Lehrer quasi fachfremden Unterricht erteilen muss. Eine Lehrkraft für Physik- oder Chemie hat von Biologie in der Regel wenig Ahnung, eine Lehrkraft für Biologie kennt sich in der Physik häufig nicht gut aus. Dies führt zwangsläufig zu Unsicherheiten und zu einem Niveauverlust des Unterrichts. Die GEW teilt diese Kritik überwiegend nicht. Eine weitere Gefahr wird darin gesehen, dass der Fachlehrermangel, insbesondere in Physik, dadurch behoben werden solle, dass dieses Fach mit seinen physikalischen Anteilen nunmehr von anderen Fachlehrern (Biologie, Chemie) erteilt werden soll, um Neueinstellungen von Physiklehrern zu vermeiden oder deren Mangel zu kaschieren.  
Aus wissenschaftliche Fachverbänden, wie der Deutschen Physikalischen Gesellschaft (nur Diskussion), kommt Kritik einerseits auf Grund der Befürchtung, "fachfremder" Unterricht habe geringere Qualität, andererseits mit der Begründung, der Unterricht in den Naturwissenschaften erlaube ohnehin kaum einen Überblick über die einzelnen Disziplinen, da in der Oberstufe nur ein bis maximal zwei naturwissenschaftliche Kurse belegt werden können. Durch die Aufweichung der Fachprofile in einem Überblicksfach werde die Sicht auf die Einzeldisziplinen noch unschärfer, was sich negativ auf eine mögliche Studienentscheidung auswirken könne.